# Jozef Ignác Bajza

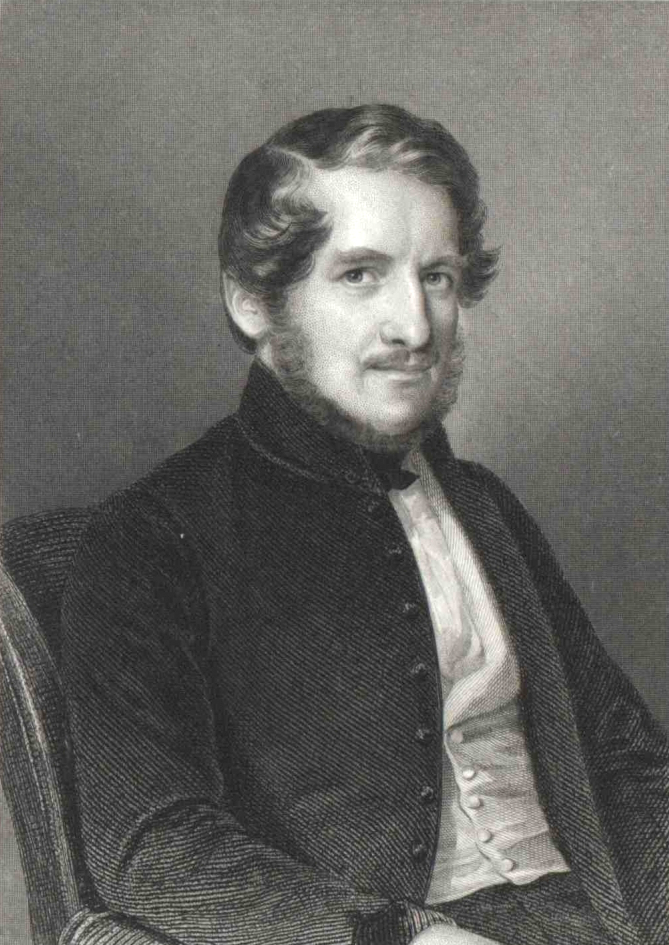
Jozef Ignác Bajza

Jozef Ignác Bajza (* 5. März 1755 in Predmier; † 1. Dezember 1836 in Bratislava) war ein slowakischer Schriftsteller, Satiriker und Pfarrer. Er ist bekannt für den ersten auf Slowakisch geschriebenen Roman René mláďenca príhodi a skúsenosťi. Er ist begraben im Martinsdom in Bratislava.

## Werke
- 1782 – Rozličných veršuv knižka prvňa [etwa: Erstes Buch der verschiedenen Verse] (nicht publiziert)
- 1784 – René mláďenca príhodi a skúsenosťi [Die Geschichte und Erfahrungen des jungen René] (erster Teil)
- 1785 – René mláďenca príhodi a skúsenosťi (zweiter Teil, nicht publiziert)
- 1789 – Anti-Fándly [gegen Fándly]
- 1789–1796 – Kresťánské katolícké náboženstvo... ďíl 1.–5. [Christliche katholische Religion... Teil 1.–5.]
- 1794 – Slovenské dvojnásobné epigrammata, jednako-konco-hlasné a zvuko-mírne
- 1794 – Slovenské dvojnásobné epigrammata. Druhá knižka obsahujícá zvuko-mírné
- 1795 – Veselé účinki, a rečeňí, které k stráveňu trúchľivích hoďín zebral a vidal…
- 1813 – Prikladi ze svatého Písma starího a novího Zákona [Beispiele aus der Heiligen Schrift, aus Altem und Neuem Testament]